# Rush Munro's
Rush Munro's es la heladería en funcionamiento más antigua de Nueva Zelanda. Tiene su sede en Hawke's Bay, y sus helados se venden en supermercados, cafeterías, restaurantes y heladerías. La empresa todavía utiliza las recetas de 1926 del fundador Frederick Charles Rush Munro, que no contienen conservantes ni colorantes alimentarios. La empresa obtiene sus ingredientes localmente y el pelado de plátanos y el despulpado de la fruta se realiza a mano.
Los sabores más vendidos en Rush Munro's son vainilla, nuez de arce, maracuyá, doble chocolate y hokey pokey. Los nuevos sabores como el chocolate con menta y el té verde sólo representan un pequeño porcentaje de las ventas. La heladería produce entre 260.000 y 300.000 litros de helado al año. Una encuesta de 2015 entre 1797 neozelandeses realizada por Canstar Blue encontró que Rush Munro's es una de las marcas favoritas de Nueva Zelanda y alcanza aproximadamente el mismo nivel de satisfacción que Tip Top y la marca familiar Oob Organic.

## Historia
Rush Munro's fue inaugurado por primera vez en 1926 en Hastings por el inglés Frederick Charles Rush Munro y su esposa Catherine. Rush Munro llegó a Hawke's Bay en 1926. Si bien se ha informado que aprendió sus habilidades de su padre, que trabajaba con confitería, la nieta de Munro ha dicho que las habilidades probablemente las heredó su madre. La heladería tuvo que trasladarse en 1931 debido al terremoto de Hawke's Bay. Después de la mudanza, crearon un área de jardín con estanques de peces de colores, rosas y un patio. En 1949, Frederick enfermó y vendió la empresa al expiloto de la RAF John Caulton. Frederick permaneció seis meses y luego murió en 1976.
En 2001, John Bostock compró Rush Munro's. Para celebrar su 90 cumpleaños el 19 de noviembre de 2016, la heladería lanzó un concurso en el que las personas crearon su propio sabor del 90 aniversario. Durante una semana también permitieron a las personas mayores de 90 años comer gratis y tuvieron descuentos de 90 centavos. Rush Munro's también regaló 90 litros de helado y el 19 de noviembre se celebró una fiesta con la venta de un sabor de edición limitada.
En diciembre de 2017, Rush Munro's estuvo disponible por primera vez en el supermercado New World en Onekawa. En noviembre de 2018, un mes después de anunciar una nueva gama de productos orgánicos, Foodstuffs, propietario de las cadenas de supermercados Pak'nSave, New World y Four Square, compró 34 300 tarrinas o seis meses de helado de Rush Munro. Para publicitar la nueva línea de productos orgánicos, Rush Munro's renovó dos caravanas para realizar un viaje por carretera por la Isla Norte, dando pruebas de sabor a los neozelandeses.
Bostock vendió la empresa en 2019 al director general de Rush Munro's, Vaughan Currie. En ese momento, la compañía anunció que aumentaría su número de sabores de 25 a 36.
En septiembre de 2022, Rush Munro's anunció que se mudarían de su ubicación en Hastings debido a que el propietario no renovó su contrato de arrendamiento. Rush Munro's había sido notificado de la rescisión del contrato de arrendamiento en mayo de ese año. El terreno había sido vendido a un promotor que se proponía convertirlo en una gasolinera. Un concejal local criticó la propuesta, afirmando que ya había suficientes gasolineras y que era «decepcionante» que el distrito permitiera instalar una gasolinera allí. Los peces de colores del jardín fueron trasladados a un humedal recién creado en el río Tukituki. La demolición de la heladería y los jardines comenzó en diciembre de 2022.
En noviembre de 2022, Rush Munro's se mudó a una nueva tienda en el parque Albert Square, cerca del centro de la ciudad de Hastings. El primer cliente fue un niño de 4 años que eligió un sabor de chocolate. El ayuntamiento subarrendó una parte del parque y la nueva tienda se construyó a partir de dos contenedores de 6 metros de largo, y Rush Munro's anticipó que estarían en este lugar durante dos años.

## Premios
En 2014, Rush Munro's obtuvo el Premio Supremo al Fabricante Boutique en los New Zealand Ice Cream Awards por su helado de arce y nueces. En 2015 recibieron el máximo galardón por la encuesta de satisfacción del cliente de Canstar Blue.